# Жестовый язык Боакако
Жестовый язык Боакако (фр. Langue des Signes de Bouakako, фр. LaSiBo) — деревенский жестовый язык, который возник в деревне Боакако в Кот-д’Ивуаре. По оценкам, язык зародился в 1960-х годах. В 2016 году им владели 9 глухих жителей деревни и некоторые слышащие. Из девяти глухих жителей семеро состоят в родстве друг с другом, так что язык Боакако можно рассмотреть как семейный жестовый язык.
Хотя глухие люди интегрированы в жизнь деревни, наблюдаются случаи дискриминации. В частности, на золотой рудник в городе Ире постоянно приглашаются рабочие с округи, но от Боакако трудоустройство получают только слышащие жители. Нередки ситуации, когда в присутствии неслышащих людей беседа ведётся с помощью устного языка, так что они оказываются исключены из разговора. Некоторые сельские жители считают глухоту заразной болезнью.